# Енергоощадна лампа

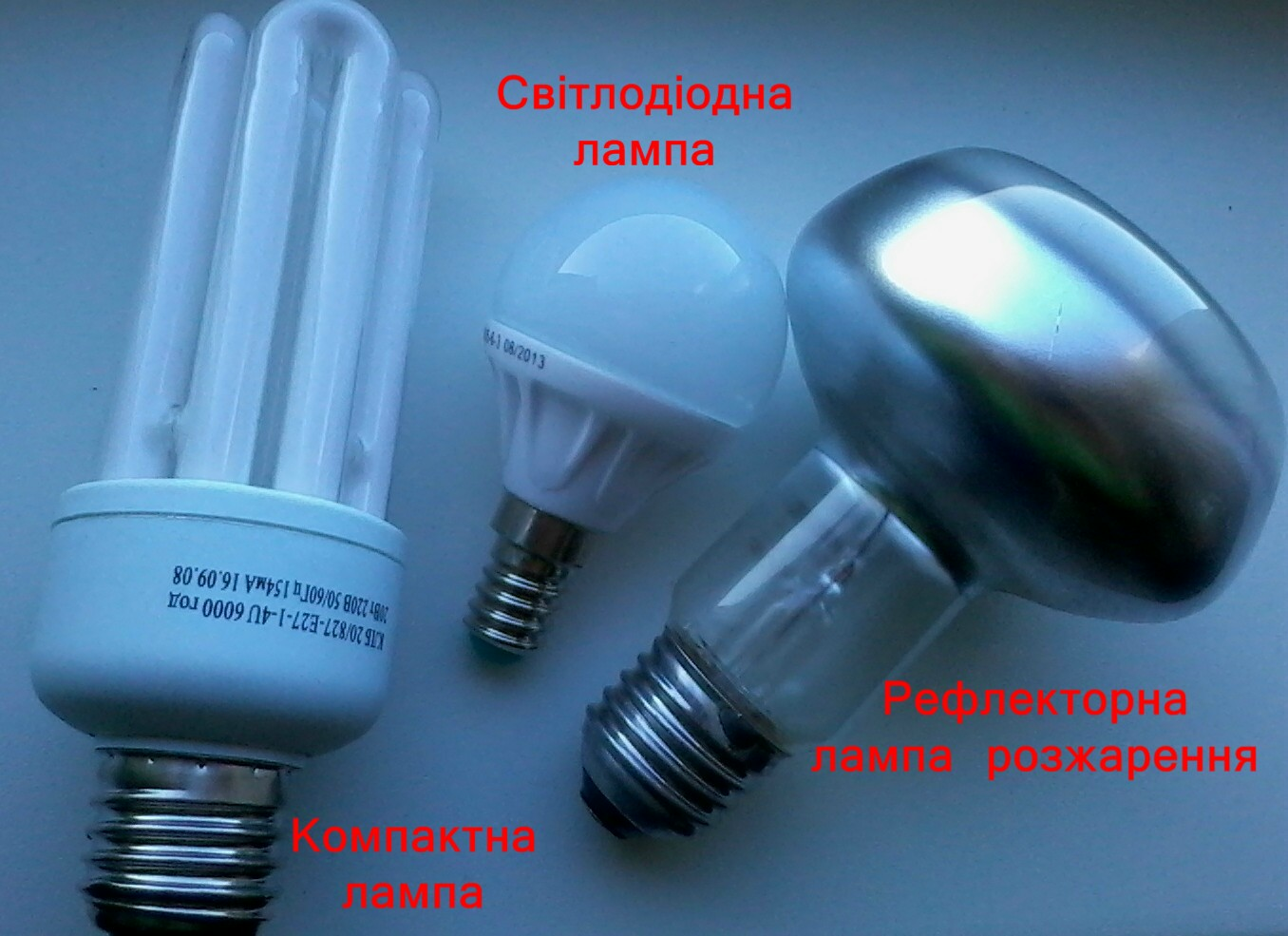
Освітлювальні лампи

Енергооща́дна ла́мпа або енергоефекти́вна ла́мпа — електрична лампа, що має значно більшу світловіддачу (співвідношення між світловим потоком і споживаною потужністю), наприклад, порівняно з найпоширенішими в побуті, станом на 2010 рік, лампами розжарення (жарівками). Завдяки цьому, заміна ламп розжарення на енергоощадні, сприяє зменшенню споживання електроенергії на освітлення.

## Порівняльні характеристики ламп
Енергоощадними лампами згідно Директиви Європейського Союзу 2005/32 / ЄС(2010) є лампи освітлення з класом енергоспоживання А (див. діаграму праворуч).
Якщо поглянути на порівняльні теплові знімки ламп розжарення та компактної люмінесцентної, які зроблено за допомогою тепловізора, легко можна знайти підтвердження того, що лампа розжарення перетворює 95 % підведеної до неї електроенергії, на тепло і лише — 5 % на світло (світлова віддача-12 Лм/Вт). Це добре для використання цих лампочок для обігріву, лікування, але аж ніяк не для освітлення.
З часом з'явилися удосконалення цих ламп: нанесення дзеркального напилення на колбу для відбивання світла, додавало 10 % ефективності лампам розжарення, а заповнення колби парами галогенних металів, дозволило досягти більшого нагрівання спіралі лампи (до 250 градусів), що збільшило її яскравість і підняло ефективність до 30 % (світлова віддача 15-27 Лм/Вт) та сприяло різкому зменшенню її розмірів.

Трубчасті ртутні люмінесцентні лампи низького тиску за рахунок світіння люмінофору досягали ефективності відносно ламп розжарення вже до 60 %, а з появою електронних баластів (компактні люмінесцентні лампи) енергоефективність зросла до 80 %, світлова віддача до 40-65 Лм/Вт.

Діаграма

Металгалогенова газорозрядна лампа (дуговий розряд відбувається у парах галогенних металів) перевищує енергоефективність лампи розжарення на 85 % (світлова віддача 50-117 Лм/Вт). Лідером з показником +95 % енергоефективності у світі, є газорозрядна натрієва лампа (розряд відбувається у парах натрію).
Світлова віддача такої лампи, досягає 100—200 Лм/Вт. Тому, наприклад, у Німеччині у промисловості, ртутні лампи високого тиску, поступово замінюються на металгалогенові та натрієві. Натрієва лампа за усіх своїх переваг, має одну ваду (дуже низький індекс передавання кольору) — вона заливає все жовтим світлом так, що навіть важко розібрати колір предметів, які потрапили у межі її світіння. Через це їх насамперед, треба використовувати для освітлення промислових майданчиків, вулиць міст, оранжерей тощо.
Якщо ще врахувати, що виробництво натрієвої лампи значно дешевше за металгалогенову, висновок можна зробити впевнено.

### Світлодіодні лампи
Переважна більшість вищеперелічених лампочок, які розглядаються як перетворювачі електричної енергії, є неефективними, випромінюючи відпрацьованого тепла більше аніж видимого світла. Світове електричне освітлення 1997 року, спожило 2016 терават-годин енергії. Освітлення споживає приблизно 12% електроенергії, виробленої промислово розвиненими країнами. Збільшувана нестача енергетичних ресурсів та екологічні витрати на виробництво енергії, зокрема відкриття причини глобального потепління через діоксид вуглецю, що виділяється під час спалювання викопного палива яке є найбільшим джерелом енергії для виробництва електроенергії, створило посилений рух для розробки більш енергоефективних електричних світильників.
Для прикладу, Philips Lighting припинила дослідження компактних люмінесцентних ламп 2008 року, і почала виділяти основну частину власного бюджету на дослідження та розробку твердотілового освітлення. 24 вересня 2009 року, компанія Philips Lighting North America стала першою, хто представив лампи в цій категорії, які замінили стандартну лампочку 60 Вт A-19 «Edison screw fixture» на конструкцію, засновану на їхньому попередньому споживчому продукті «AmbientLED». 3 серпня 2011 року, Міністерство охорони здоров'я присудило нагороду світлодіодній лампі Philips після 18 місяців інтенсивних випробувань.
До 2019 року, споживання електроенергії в Сполучених Штатах зменшувалося щонайменше п’ять років поспіль, частково через те, що споживачі електроенергії, замінили лампочки розжарення на світлодіоди, через їхню енергоефективність та високу продуктивність.
Сучасні світлодіодні лампи мають енергоефективність на 90 % більшу за лампи розжарення (світлова віддача 80-150 Лм/Вт).

### Основні напрямки зенергоощадженняв освітленні
18 березня 2009 року Європейська комісія створила Регламент (ЄС) 244/2009 на основі директиви 2005/32 ЄС (Директива-дизайну Eco) Європейського
парламенту та Ради щодо визначення вимог до побутових лампочок, який містить план поступового (за шість етапів) переходу на енергоощадні лампи. Термін «енергоощадні лампи» може бути використано лише для ламп з класом енергоспоживання A, оскільки це, визначає Директива ЄС 2005/32 / ЄС (2010).
На першому етапі — з 1 вересня 2009 року, виробництво та імпорт ламп гіршого класу енергоефективності, (див. діаграму праворуч) було заборонено. Спочатку заборонено було лампи з максимумом 950 люменів світлового потоку, що відповідає 75 ватній лампі розжарювання, а також деяких видів, таких як рефлекторні стандартні R63, R80 та інше. Ця межа відповідно, знизилася до першого вересня з наступних років — 725 лм / 60 Вт і 450 лм /40 Вт ; станом на вересень 2012 року, правило винятку стало діяти у цілому.
На п'ятому етапі — 2013, вимоги було посилено, стосовно компактних люмінесцентних ламп, на шостому етапі 2016 року, буде остаточно завершене виведення з ужитку ламп з енергоефективністю класу С.